# Island (dokumentarfilm)
 For alternative betydninger, se Island (flertydig). (Se også artikler, som begynder med Island)
Island er en dansk dokumentarisk optagelse fra 1936.

## Handling
Råoptagelser til professor Niels Nielsens "Fjerde Islandsekspedition" fra 1936. I den ser man bl.a. teltlejr på Vatnajøkull, boringer i Jøklen for at studere dens bygning, nedstigning i gletsjerspalte ved Pálsfjall, søen Granalón tappet ud af gletsjeren, vandfaldet Gullfoss, gletsjerelven Skeidará og vandfaldet Skógafoss. Formentlig også råoptagelser fra "Hede Kilder paa Island", ligeledes fra 1936.
Niels Nielsen (1893-1981) var geograf, dr. phil. og professor i geografi ved Københavns Universitet 1939-64. Særlig kendt blev han for sine ekspeditioner til Island.